# Jens Thorsen
 Der er flere personer med dette navn, se Jens C. Thorsen.
Jens Thorsen (24. august 1921 i København – 24. juni 1996) var en dansk direktør, civilingeniør og modstandsmand, bror til Niels Thorsen.

## Uddannelse
Han er søn af civilingeniør Ejnar Thorsen og hustru Meta f. Petersen, blev student fra Øregård Gymnasium 1940 og cand. polyt. 1945. I studietiden var Thorsen med i modstandsbevægelsen og var tilknyttet BOPA og Holger Danske. 1. april 1945 måtte han flygte til Sverige, hvor han indgik i Den Danske Brigade.

## Karriere
Efter krigen var Thorsen i Stockholm 1945-47 og USA 1947-51. Han blev ansat i familiefirmaet Monberg & Thorsens afdeling i Stockholm 1951, var ansat i København fra 1955, blev underdirektør i selskabet 1964 og direktør 1965. Han var desuden medlem af bestyrelsen for Monberg & Thorsen A/S (formand), Danish Arctic Contractors (formand), Greenland Petroleum Consortium K/S (formand), J. Saabye & O. Lerche  A/S, S. Dyrup & Co. A/S, A/S Farve- og Lakfabrikken S. Dyrup & Co., A/S Det Østasiatiske Kompagni, Ejnar og Meta Thorsens Fond (formand). Han var tillige medlem af Dansk Arbejdsgiverforenings hovedbestyrelse fra 1966 og forretningsudvalg fra 1967, af bestyrelsen for Entreprenørforeningen fra 1966 (næstformand 1967), af Arbejdsrådet fra 1968, af tilsynsrådet for Grønlands Tekniske Organisation 1971 og af Akademiet for de Tekniske Videnskaber fra 1966. Han var Kommandør af Dannebrogordenen.
Thorsen blev gift 29. marts 1947 med Sigrun Margareth Botha (født 2. november 1921 i Oslo), datter af lærer Christian Botha (død 1955) og hustru Jensine Marie født Vierli.